# Gustav Walenciak
Gustav Walenciak (* 23. August 1939) ist ein ehemaliger deutscher Fußballspieler, der im Premierenjahr der Fußball-Bundesliga, 1963/64, für den Vizemeister Meidericher SV zwölf Spiele bestritt und sieben Tore erzielte.

## Laufbahn

### Amateur, bis 1960
Der junge Stürmer Gustav Walenciak machte in der Verbandsliga Niederrhein bei der SpVgg Sterkrade 06/07 in den Runden 1958/59 und 1959/60 mit seinem Talent auf sich aufmerksam. DFB-Trainer Georg Gawliczek nominierte den gerade 20-Jährigen für das Aufgebot der Fußballnationalmannschaft der Amateure für die deutsch-deutschen Ausscheidungsspiele im September 1959 gegen die Fußballnationalmannschaft der DDR. Zum Einsatz kam er bei den zwei Begegnungen in Berlin und Düsseldorf aber nicht, er erlebte von der Ersatzbank aus die zwei Erfolge der DFB-Mannschaft. Gawliczek brachte den Angreifer aus Sterkrade aber am 5. März 1960 in London beim Länderspiel gegen England in der Amateurnationalmannschaft zum Einsatz. Mit der Sturmformation Carl-Heinz Rühl, Alfred Glenski, Walenciak, Gerhard Neuser und Willibert Kremer erzielte die deutsche Elf durch einen Treffer des Sterkrader-Debütanten ein 1:1-Unentschieden. Am 18. April 1960 folgte das Olympia-Qualifikationsspiel gegen Polen in Warschau. Mit dem Innensturm Walenciak, Otto Rehhagel und Günter Nauheimer gab es eine 1:3-Niederlage und der Traum vom olympischen Fußballturnier 1960 in Rom war damit vorbei. Zur Runde 1960/61 unterschrieb er einen Vertrag bei Rot-Weiss Essen für die Oberliga West und traf dort auf einen weiteren Neuzugang, auf Otto Rehhagel, der von TuS Helene Essen den Weg zu den Rot-Weissen an die Hafenstraße gefunden hatte.

### Rot-Weiss Essen, 1960/61
Trainer Willi Multhaup brachte im Startspiel der Saison 1960/61, am 14. August 1960, im Heimspiel gegen Preußen Münster sofort den neuen Angreifer aus Sterkrade in der Oberliga zum Einsatz. Essen startete mit einem 3:0-Erfolg in die Runde und Walenciak trug sich mit einem Treffer in die Torschützenliste ein. Am Rundenende stieg der Deutsche Meister des Jahres 1955 aber aus der Oberliga ab und Walenciak hatte in zwölf Spielen mit drei Toren mitgewirkt. Nach dem Abstieg veränderte sich der Ex-Sterkrader zur Runde 1961/62 zum Meidericher SV.

### Meidericher SV, 1961 bis 1964
Für die „Zebras“ vom Meidericher SV absolvierte Walenciak in den zwei letzten Runden der Oberliga, 1961 bis 1963, 50 Spiele mit 16 Toren und hatte damit Anteil an der Nominierung des MSV für die neue Fußball-Bundesliga zur Runde 1963/64. Trainer Multhaup, auch er war von Essen nach Meiderich gewechselt, brachte am Starttag der Runde 1961/62, den 6. August 1961, beim 1:1-Unentschieden bei Alemannia Aachen sofort den Angreifer in seiner Sturmformation zum Einsatz. Meiderich belegte 1962 den fünften Rang. Im Abschlussjahr der Oberliga kam die Mannschaft um Spielmacher Werner Krämer auf den dritten Rang und zog damit in die Bundesliga ein. Trainer Multhaup nahm für die Bundesliga das Angebot von Werder Bremen an und sein Nachfolger an der Wedau wurde Rudi Gutendorf. 
Gustav Walenciak bestritt am achten Spieltag, den 19. Oktober 1963, sein erstes Bundesligaspiel. Meiderich gewann mit das Heimspiel gegen den 1. FC Saarbrücken mit 3:1. Acht Tage danach erzielte er beim 3:3-Remis beim Tabellenführer 1. FC Köln sein erstes Bundesligator. Am 18. April 1964, am 28. Spieltag, bestritt Walenciak sein 12. und letztes Bundesligaspiel. Mit der Sturmformation Helmut Rahn, Horst Gecks, Heinz Versteeg, Ludwig Nolden und Walenciak kam der MSV nicht über ein 0:0 im heimischen Wedau-Stadion gegen den 1. FC Nürnberg hinaus. Nach der ersten Bundesligasaison konnte sich Meiderich mit der Vizemeisterschaft schmücken. Walenciak zog im Sommer 1964 die Regionalliga West der Bundesliga vor und wechselte zu Arminia Bielefeld.

### Arminia Bielefeld, 1964 bis 1966
Bielefeld belegte mit den Stürmern Bernd Kirchner, Ulrich Kohn, Gerd Roggensack und Walenciak 1965 sowie Trainer Hellmut Meidt den fünften Rang in der Regionalliga West. Als mit Trainer Robert Gebhardt der Rückfall im Jahr 1966 in das Mittelfeld passierte, beendete Walenciak im Sommer 1966 seine Laufbahn im Vertragsfußball und zog sich wieder in den Amateurbereich zurück. Er hatte in Bielefeld 41 Spiele mit 12 Toren in der Regionalliga bestritten.